# News (Zeitung)
News (Eigenschreibweise NEWS) war eine täglich erscheinende schweizerische Gratiszeitung. Sie diente als Ergänzung zum Tages-Anzeiger.
Sie erschien vom 5. Dezember 2007 bis zum 4. Dezember 2009 und wurde wie andere Pendlerzeitungen in Zeitungsboxen an Knotenpunkten des öffentlichen Verkehrs angeboten.
News wurde von der Tamedia (heute TX Group), deren Tochterunternehmung Espace Media Groupe (Berner Zeitung) und der Basler Zeitung Medien gegründet. Es wurden Ausgaben für die Regionen Zürich, Bern, Basel und das Mittelland produziert, wobei letztere einen Vorstoss in den Absatzmarkt der Mittelland-Zeitung darstellte. Die Ausgabe fürs Mittelland wurde auf den 8. Dezember 2008 eingestellt, dies vor allem aufgrund der Situation auf dem Werbemarkt sowie der Ausrichtung des Mittellandes an die drei Zentren Basel, Zürich und Bern. Ein Grossteil der Mittellandausgabe ging deshalb auch in den Ausgaben der drei Städte wieder auf.
Am 24. August 2009 gaben die Espace Media und die Basler Zeitung Medien bekannt, dass sie ihre Anteile an die Tamedia verkauft haben. Die Ausgaben Bern und Basel wurden darauf am 28. August 2009 eingestellt. Mitarbeiter wurden keine entlassen. News erschien ab diesem Zeitpunkt nur noch im Grossraum Zürich. Am 4. Dezember 2009 wurde auch die Zürcher Ausgabe eingestellt.
Die Auflage betrug 100'000 Exemplare.